# Highway Companion
Highway Companion es el tercer álbum de estudio del músico estadounidense Tom Petty, publicado por la compañía discográfica Warner Bros. Records en julio de 2006. El álbum, que alcanzó el puesto cuatro en la lista estadounidense Billboard 200, fue producido por Jeff Lynne, antiguo compañero de Petty en el supergrupo Traveling Wilburys que también produjo su primer trabajo en solitario, Full Moon Fever, así como el siguiente álbum con The Heartbreakers, Into the Great Wide Open. 
El álbum fue publicado a través de las compañías American Recordings, propiedad de Rick Rubin, y de Warner Bros., donde Petty tenía una contrato discográfico desde el lanzamiento de su segundo álbum en solitario, Wildflowers. Las canciones «Saving Grace» y «Big Weekend» fueron publicados el 4 de julio en la tienda musical iTunes. El álbum fue el único trabajo de Petty con American Recordings, debido a la firma de un nuevo contrato de distribución con Columbia Records al año siguiente. En años siguientes, Warner Bros. retuvo los derechos de publicación de Petty, reasignándolo a su subsidiaria Reprise Records.
Una versión de Highway Companion en formato streaming fue publicada en varias páginas web antes de su lanzamiento oficial. Por otra parte, la edición digital de iTunes incluyó varias canciones extra: una versión en directo y el videoclip de «Saving Grace» y un libreto interactivo. En junio de 2007 se publizó una edición especial de Highway Companion con el álbum original así como dos nuevos temas y demos de "This Old Town" y "Big Weekend". Las nuevas canciones, "Home" y "Around the Roses", fueron grabadas para el álbum en 2005 y mencionados en la biografía Conversations with Tom Petty, pero se mantuvieron sin editar hasta el lanzamiento de la edición especial.

## Lista de canciones
Todas las canciones escritas y compuestas por Tom Petty. 
| N.º | Título                 | Duración |  |
| 1.  | «Saving Grace»         | 3:48     |  |
| 2.  | «Square One»           | 3:26     |  |
| 3.  | «Flirting with Time»   | 3:16     |  |
| 4.  | «Down South»           | 3:27     |  |
| 5.  | «Jack»                 | 2:29     |  |
| 6.  | «Turn This Car Around» | 3:59     |  |
| 7.  | «Big Weekend»          | 3:16     |  |
| 8.  | «Night Driver»         | 4:28     |  |
| 9.  | «Damaged by Love»      | 3:23     |  |
| 10. | «This Old Town»        | 4:17     |  |
| 11. | «Ankle Deep»           | 3:24     |  |
| 12. | «The Golden Rose»      | 4:43     |  |

| Temas extra (edición deluxe) |                                |          |  |
| N.º                          | Título                         | Duración |  |
| 13.                          | «Home»                         | 3:11     |  |
| 14.                          | «Around the Roses»             | 2:58     |  |
| 15.                          | «Big Weekend» (Versión demo)   | 3:04     |  |
| 16.                          | «This Old Town» (Versión demo) | 4:24     |  |

## Personal
- Tom Petty: voz, guitarra rítmica, guitarra de doce cuerdas, batería, armónica, piano eléctrico en "Night Driver", bajo en "Square One", guitarra principal y teclados en "Jack"
- Mike Campbell: guitarra principal, guitarra de doce cuerdas y vibráfono en "The Golden Rose"
- Jeff Lynne: bajo, guitarra rítmica, teclados, coros y autoarpa en "Ankle Deep"

## Posición en listas
| País           | Lista                   | Posición |
| -------------- | ----------------------- | -------- |
| Alemania       | Media Control Charts    | 12       |
| Austria        | Austrian Top 75 Albums  | 60       |
| Canadá         | Canadian Albums Chart   | 5        |
| Estados Unidos | Billboard 200           | 4        |
| Noruega        | Norwegian Top 40 Albums | 15       |
| Nueva Zelanda  | New Zealand Music Chart | 13       |
| Reino Unido    | UK Albums Chart         | 56       |
| Suecia         | Swedish Albums Chart    | 3        |
| Suiza          | Swiss Music Charts      | 44       |

| Sencillo       | País           | Lista                  | Posición |
| -------------- | -------------- | ---------------------- | -------- |
| «Saving Grace» | Estados Unidos | Mainstream Rock Tracks | 26       |
| «Saving Grace» | Estados Unidos | Billboard Hot 100      | 100      |